# Parada Gavião Gonzaga
A Parada Gavião Gonzaga é uma parada ferroviária da Estrada de Ferro Campos do Jordão (EFCJ). Foi inaugurada em 1930 e atualmente encontra-se sem uso.
Localiza-se no município de Campos do Jordão.

## História
Foi inaugurada em 1930, sendo uma simples plataforma de concreto, descoberta. Seu nome é uma homenagem a um proprietário de terras local da época de sua inauguração. Em suas cercanias, há uma vila ferroviária desativada, um pequeno vilarejo e estufas de flores.